# Thomas-Philippe d'Alsace de Hénin-Liétard
Pour les autres membres de la famille, voir Maison de Hénin-Liétard.
Thomas-Philippe d'Alsace de Hénin-Liétard (connu sous le nom de cardinal d’Alsace), né le 12 novembre 1679 à Wolvertem et décédé le 5 janvier 1759 à Malines, est archevêque du diocèse de Malines de 1715 à 1759. Il est créé cardinal en 1719.

## Biographie

### Famille
Thomas-Philippe est né dans le château familial d'Impden (nl) situé à Wolvertem, fils de Philippe-Louis de Hénin (ru), 7e comte de Boussu, 10e prince de Chimay, et d'Anne-Louise Verreycken d'Impden. Son baptême a lieu dans la chapelle castrale d'Impden.

### Études
Il fait ses études primaires et secondaires chez les Jésuites, avant d'étudier la philosophie à Cologne. Destiné à l’état ecclésiastique - il reçoit la tonsure dès l’âge de 11 ans -, il est envoyé à Rome pour y faire des études de théologie. Il obtient son doctorat en théologie de l'université grégorienne le 28 août 1702. Il est ordonné prêtre peu après, le 15 octobre 1702.

### Carrière diocésaine
De retour aux Pays-Bas, il est nommé chanoine au chapitre de Saint-Bavon de Gand en 1702. Il est élu doyen du même chapitre : à cette époque, il remarque déjà que la majorité de ses collègues du même chapitre sont des jansénistes. Bientôt, il est nommé vicaire général de son diocèse.
Prélat domestique du pape Clément XI en 1712, il est pressenti pour devenir évêque d’Ypres, lorsque l’empereur Charles VI souhaite le voir nommé archevêque de Malines.

### Cardinal-archevêque de Malines
Le 19 janvier 1716, à Vienne, Hénin-Liétard est consacré évêque pour l'archidiocèse de Malines. Il est très obéissant envers Rome et suit les directions pontificales contre les jansénistes. Le pape lui en est très reconnaissant après la publication de Unigenitus. Grâce à sa loyauté et son amitié avec Camillo Paolucci et Giuseppe Spinelli, il reçoit le bonnet rouge.
Au consistoire du 29 novembre 1719, il est créé cardinal par Clément XI. Son portrait se trouve au château de Bourlémont.
En 1742, le cardinal d'Alsace encourage par écrit le mariage clandestin d'un prince avec sa lingère. Ce fut, selon le Journal d'Henri Reinecke, comte de Calenberg (1685-1772), le grand scandale bruxellois de l'année 1743. À la demande de ses parents, l'impératrice Marie-Thérèse d'Autriche fait interner le jeune marié - pour cause de mésalliance - dans la forteresse d'Anvers : il y reste de nombreuses années. Adrien de Touron, le prélat de l'abbaye du Coudenberg, qui les y a mariés, est destitué : il en serait « mort de chagrin ». Rentré en grâce en 1754 seulement, le prince est réintégré dans ses fonctions de Grand-Veneur du Brabant (en).
Le cardinal d’Alsace meurt le 5 janvier 1759 à Malines (Belgique) après un cardinalat de 39 ans et 37 jours. Il est inhumé dans la cathédrale Saint-Rombaut de sa ville épiscopale.

## Contributions aux arts
- Le cardinal donna sa bibliothèque au grand séminaire, aujourd'hui conservée comme bien culturel de valeur ; elle compte 3 000 pièces[7].
- Le cardinal donna son pectoral en topazes comme votif à la Sainte Vierge d'Affligem. Il fut abbé commendataire de cette ancienne abbaye[8],[9].
- Pendant son séjour à Rome, il emmena des reliques authentiques de saint Jacques le Majeur et les donna à la paroisse de Kemzeke[10].
- Dans la sacristie de la cathédrale on conserve un ornement pontifical en or d'origine romaine. Cet ornement fut ramené par le cardinal de son séjour à Rome (1738-1741). Il demanda à l'architecte Filippo Barigioni (en) de construire le palais épiscopal de Malines[11].

## Succession apostolique
Thomas-Philippe d'Alsace de Hénin-Liétard a ordonné les évêques suivants :
- Évêque Charles d'Espinoza, O.F.M.Cap. (1723)
- Cardinal Giuseppe Spinelli (1725)
- Évêque Thomas John Francis de Strickland de Sizorghe (1727)
- Évêque Wilhlemus Delvaux (1732)
- Évêque Maximiliaan-Antoon van der Noot (1743)
- Évêque Guillaume-Philippe de Herzelles (1743)
- Évêque Jan Baptist de Castillion (nl) (1743)
- Évêque Daniel O'Reilly (en) (1748)
- Évêque Jan Robert Caïmo (nl) (1754)